# Комитет по контролю и управлению государственным имуществом Китая
Комитет по контролю и управлению государственным имуществом (англ. State-owned Assets Supervision and Administration Commission of the State Council, кит. упр. 国务院国有资产监督管理委员会, пиньинь Guówùyuàn guóyǒuzīchǎn jiāndū guǎnlǐ wěiyuánhuì; сокращённо SASAC, кит. упр. 国资委, пиньинь guó zīwěi, палл. го цзывэй) — специальный комитет при Госсовете Китайской Народной Республики. Создан в 2003 году вместо Управления по делам госимущества (1988—1998 гг.) для реформы управления госсобственностью, с целью продвижения реформ на госпредприятиях. Помимо центрального комитета, управляющего крупнейшими государственными корпорациями страны, существуют также провинциальные комитеты (в каждой провинции КНР), а также большое количество муниципальных (в крупных городах); общее количество комитетов около 300, региональные подчиняются местным властям, а не центральному комитету. Из 96 компаний, подчинённых центральному комитету, в 2019 году 40 вошли в список 500 крупнейших компаний мира Fortune Global 500.
Под управление комитета изначально вошли практически все госкомпании Китая (около 200 крупных холдинговых структур и 150 тыс. преимущественно убыточных предприятий различных отраслей), но не вошли крупнейшие банки и страховые компании.
По типу SASAC создана бизнес-модель российской госкорпорации «Ростехнологии».

## История
В 1994 году Госсоветом КНР был принят закон о компаниях, в соответствии с которым многие государственные предприятия были зарегистрированы как корпорации, что позволяло размещать часть акций на бирже или создавать торгуемые на бирже дочерние структуры. К концу 1990-х годов так было реорганизовано около половины госпредприятий. Реорганизация сопровождалась слияниями успешных предприятий и ликвидацией убыточных. В мае 2003 года в качестве владельца или крупнейшего акционера 189 таких корпораций был создан Комитет по контролю и управлению государственным имуществом; функции комитета в основном заключаются в назначении высшего руководства и утверждении важных решений (таких как слияния или ликвидация). Процесс укрупнения госкорпораций продолжался, к 2013 году их количество сократилось до 117, в к 2018 году — 97. Эти корпорации являются важной частью экономики КНР, в 2003 году их оборот составлял 300 млрд юаней (2,2 % от ВВП страны), к 2007 году оборот достиг триллиона юаней, или 4 % от ВВП; при этом в число корпораций, подконтрольных SASAC, не входят банки и страховые компании (они подчинены Китайской инвестиционной корпорации). В 2013 году начался процесс преобразования госкорпораций в корпорации со смешанной формой собственности; в некоторых из подконтрольных корпораций SASAC продал часть своего пакета акций. В ряде случаев покупателями акций становились другие госкорпорации, самым крупным примером привлечения частного капитала стала продажа половины акций в телекоммуникационной компании China Unicom в августе 2017 года.

## Руководство
Председатели комитета неоднократно попадали в список 70-ти самых влиятельных людей мира по версии журнала Forbes, так в 2009 Председатель комитета занимал 61 строчку, в 2010 году Ван Юн был на 62 строчке списка.
- 2003—2010 — Ли Жунжун
- 2010—2013 — Ван Юн
- 2013 — Цзян Цземинь
- 2013—2016 — Чжан И
- 2016—2019 — Сяо Яцин (Xiao Yaqing, 肖亚庆)
- 2019—2023 — Хао Пэн
- с февраля 2023 — Чжан Юйчжо

## Финансовые показатели
Активы корпораций, подконтрольных центральному комитету, на 2017 год составляли 75,13 триллиона юаней ($11,2 триллиона), оборот 30,82 триллиона юаней ($4,6 триллиона), рыночная капитализация акций, принадлежащих SASAC оценивалась в примерно 50 триллионов юаней ($7,6 триллиона). Активы корпораций, подчинённых провинциальным и муниципальным комитетам составили 76,58 триллиона юаней ($11,4 триллиона), оборот 21,38 триллиона юаней.
По статистическим данным, в период с 2002 года по 2008 год общий объём активов центральных предприятий страны увеличился с 7,13 триллиона юаней ($1,1 триллиона) до 17,7 триллиона юаней ($2,6 триллиона).
На конец ноября 2012 год предприятия центрального подчинения КНР получили доходы в объёме 20,1 триллиона юаней ($3,2 триллиона), чистая прибыль составила 1,1 триллиона юаней ($174 миллиарда), в казну поступили 1,7 триллиона юаней ($269 миллиардов) налоговых отчислений. Совокупные активы этих предприятий достигли 31,2 триллиона юаней ($4,9 триллиона).
В 2018 году оборот госпредприятий составил 29,1 триллиона юаней ($4,33 триллиона), операционная прибыль составила 1,7 триллиона юаней, чистая прибыль — 1,2 триллиона юаней, налоговые отчисления — 2,2 триллиона юаней.
По итогам 2020 года чистая прибыль 97 государственных предприятий центрального подчинения Китая выросла на 2,1 % в годовом выражении и достигла 1,4 триллиона юаней (215,77 миллиарда долларов США).

## Структура
В комитете учреждено 18 функциональных органов, в том числе Исследовательский центр по изучению и обобщению теоретического и практического опыта реформирования системы управления госактивами.

## Функции комитета
Основные функции комитета:
- исполняет функции кредитора, направляет и продвигает реформирование и реорганизацию государственных предприятий;
- осуществляет надзор за сохранением и приумножением стоимости государственных активов подконтрольных госпредприятий,
- совершенствует структуру управления по формам компании;
- осуществляет, совместно с агентством по персоналу Компартии Китая[16], назначение и увольнение руководителей предприятий, их аттестацию, премирует и налагает взыскания;
- посредством статистики и ревизий контролирует ситуацию по сохранению и приумножению госимущества;
- формирует и совершенствует систему показателей сохранения и приумножения стоимости государственного имущества;
- составляет проекты законов и административно-правовых норм управления госимуществом (за период с 2003 по 2008 год с участием сотрудников Комитета было разработано и принято 130 различных законодательных актов в области управления госимуществом[17]);
- осуществляет руководство и контроль в отношении управления госсобственностью на местах.

Также Комитет дает согласие на передачу прав собственности на государственное имущество, которая осуществляется через Китайскую Пекинскую биржу собственности «CBEX».

## Инвестиции предприятий центрального подчинения на мировом рынке
В последние годы с повышением экономической мощи Китай ускорил продвижение своих предприятий на мировом рынке.
По словам заместителя главы комитета Шао Нина: «За последние несколько лет центральные предприятия за рубежом получили неплохую прибыль. В 2009 году объём их активов за рубежом составил 19 % от общего объёма средств центральных предприятий страны, а прибыль от реализации в том же году составила 37 % от общего прибыли. Эти данные демонстрируют, что их выход на зарубежный рынок — это правильная стратегия».
В 2011 году комитетом разработано два документа, направленных на усиление контроля за активами центральных государственных предприятий за рубежом: «Временные меры о надзоре и управлении зарубежными государственными активами центральных государственных предприятий» и «Временные меры об управлении зарубежными государственными имущественными правами центральных государственных предприятий». Оба документа подчеркивают, что центральные государственные предприятия (ЦГП) отвечают за управление их зарубежными филиалами и активами, а также за возможные потери от их деятельности. Принятие данных документов было вызвано тем, что созданные за границей частные фирмы, через которые осуществляют инвестиции госкомпании КНР, являются основным путём утечки государственных средств. По приблизительным оценкам, до половины всех совместных предприятий (СП) и предприятий с иностранными инвестициями (ПИИ) в КНР созданы с применением реинвестиций, то есть "иностранными" партнёрами выступали дочерние структуры государственных корпораций, зарегистрированные в Гонконге, Макао, Тайване и офшорных зонах, таких как Люксембург, Каймановы острова, Британские Виргинские острова и других (до 2047 года Гонконг и Макао являются экономически независимыми от КНР). Статус совместного предприятия позволяет получать налоговые льготы и упрощает процедуру импортно-экспортных операций, на СП и ПИИ приходится около 10 % ВВП страны. Эти документы запретили создавать новые СП с реинвестициями, но сохранили уже существующие.

## Предприятия центрального подчинения
На 8 ноября 2019 года центральному SASAC было подчинено 96 корпораций:
1. China National Nuclear Corporation (中国核工业集团公司, Национальная ядерная корпорация Китая) — строительство и обслуживание атомных электростанций (на 2018 год 14 АЭС общей мощностью 11,5 ГВт), 12,7 тысяч сотрудников, оборот 40 млрд юаней; основана в 1955 году, штаб-квартира в Пекине; доля SASAC 71,1 %[23]
2. China Aerospace Science and Technology Corporation (中国航天科技集团公司, Китайская аэрокосмическая научно-техническая корпорация) — аэрокосмическая и оборонная продукция; корпорация основана в 1999 году, штаб-квартира в Пекине; оборот $37,7 млрд, активы $63,5 млрд, 180 тысяч сотрудников[24]
3. China Aerospace Science and Industry Corporation (中国航天科工集团公司, Китайская аэрокосмическая научно-промышленная корпорация) — аэрокосмическая и оборонная продукция; корпорация основана в 1999 году, штаб-квартира в Пекине; оборот $37,9 млрд, активы $47 млрд, 146 тысяч сотрудников[25]
4. Aviation Industry Corporation of China (中国航空工业集团公司, Корпорация авиационной промышленности Китая) — производство авиационных двигателей и комплектующих, оборот $65,5 млрд, активы $138 млрд, 447 тысяч сотрудников; доля SASAC 56,5 %[26][27]
5. China State Shipbuilding Corporation (中国船舶工业集团公司, Китайская государственная судостроительная корпорация) — проектирование, производство, обслуживание и переоснастка судов (в том числе военных), штаб-квартира в Пекине
6. China Shipbuilding Industry Corporation (中国船舶重工集团公司, Китайская корпорация судостроительной промышленности) — проектирование, производство, обслуживание и переоснастка судов (в том числе военных), производство морских буровых платформ; оборот 44,14 млрд юаней ($6,67 млрд), активы 186,2 млрд юаней ($27,13 млрд), 150 тысяч сотрудников; 57,8 %[28]
7. China North Industries Group Corporation (Norinco Group, 中国兵器工业集团公司, Китайская северная промышленная корпорация) — производство промышленной продукции, в первую очередь оружия; основана в 1980 году, штаб-квартира в Пекине; оборот $68,8 млрд, активы $57,7 млрд, 210,5 тысяч сотрудников[29]
8. China South Industries Group Corporation (中国兵器装备集团公司, Китайская южная промышленная корпорация) — производство промышленной продукции, в первую очередь оружия; оборот $33,9 млрд, активы 48,5 млрд, 199 тысяч сотрудников[30]
9. China Electronics Technology Group (中国电子科技集团公司, Китайская группа электронных технологий) — производство электроники; основана в 2002 году, штаб-квартира в Пекине; оборот $33,3 млрд, активы $51,7 млрд, 180 тысяч сотрудников[31]
10. Aero Engine Corporation of China (中国航空发动机集团有限公司, Китайская корпорация авиационных двигателей) — специализируется на разработке и производстве двигателей для самолётов, вертолётов, беспилотников и спутников; основана в 2016 году путём выделения специализированных предприятий и фирм из состава AVIC и Comac; штаб-квартира в Пекине
11. China National Petroleum Corporation (中国石油天然气集团公司, Китайская национальная нефтегазовая корпорация) — крупнейшая нефтегазовая компания страны, деятельность в основном ведёт через дочернюю компанию PetroChina; основана в 1988 году, штаб-квартира в Пекине; оборот $393 млрд, активы $602 млрд, 1,38 млн сотрудников[32]
12. China Petrochemical Corporation (中国石油化工集团公司, Китайская нефтехимическая корпорация) — крупнейший нефтегазовый и нефтехимический конгломерат в мире, в основном работающий через дочернюю компанию Sinopec; оборот $415 млрд, активы $329 млрд, 619 тысяч сотрудников[33]
13. China National Offshore Oil Corporation (中国海洋石油集团有限公司, Китайская национальная шельфовая нефтяная корпорация) — третья крупнейшая нефтегазовая компания страны, специализирующаяся на морской нефтедобыче
14. State Grid Corporation of China (国家电网公司, Корпорация государственной энергосети Китая) — крупнейшая энергетическая компания в мире, обеспечивающая электроэнергией 88 % территории КНР, также работает в других странах (Филиппины, Австралия, Бразилия, Италия, Португалия, Греция); образовалась в 2002 году в результате раздела государственной энергетической корпорации; штаб-квартира в Пекине; оборот $387 млрд, активы $572 млрд, 918 тысяч сотрудников[34]
15. China Southern Power Grid (中国南方电网有限责任公司, Южно-китайская энергетическая сеть) — одна из пяти крупнейших электроэнергетических компаний КНР; образовалась в 2002 году в результате раздела государственной энергетической корпорации; штаб-квартира в Гуанчжоу; оборот $81 млрд, активы $119 млрд, 290 тысяч сотрудников[35]
16. China Huaneng Group (中国华能集团公司) — одна из пяти электроэнергетических компаний КНР; оборот $42,3 млрд, активы $156 млрд, 136 тысяч сотрудников[36]
17. China Datang Corporation (中国大唐集团公司) — одна из пяти крупнейших электроэнергетических компаний КНР[37]
18. China Huadian Corporation (中国华电集团公司, Китайская корпорация Хуадянь) — одна из пяти крупнейших электроэнергетических компаний КНР; оборот $32,4 млрд, активы $119 млрд, 98 тысяч сотрудников[38]
19. State Power Investment Corporation (国家电力投资集团, Государственная энергетическая инвестиционная корпорация) — одна из пяти крупнейших электроэнергетических компаний КНР
20. China Three Gorges Corporation (中国长江三峡集团公司) — оператор крупнейшей в мире электростанции Три ущелья (мощностью 22,5 ГВт)
21. China Energy Investment Corporation (国家能源投资集团有限责任公司, Китайская энергетическая инвестиционная корпорация) — корпорация, занимающаяся добычей угля и производством электроэнергии; штаб-квартира в Пекине; оборот $82 млрд, активы $259,6 млрд, 338 тысяч сотрудников[39]
22. China Telecommunications Corporation (中国电信集团公司, Китайская телекоммуникационная корпорация) — крупнейшая телекоммуникационная компания страны; оборот $68,7 млрд, активы $123 млрд, 403 тысячи сотрудников[40]
23. China United Network Communications Group (中国联合网络通信集团有限公司, Китайская группа объединённых коммуникационных сетей) — телекоммуникационная компания; оборот $44 млрд, активы $78,9 млрд, 246 тысяч сотрудников[41]
24. China Mobile Communications Corporation (中国移动通信集团公司, Китайская корпорация мобильных коммуникаций) — крупнейший оператор мобильной связи в КНР; оборот $112 млрд, активы $255 млрд, 462 тысячи сотрудников[42]
25. China Electronics Corporation (中国电子信息产业集团有限公司, Китайская корпорация электроники) — производитель электроники и электрооборудования; оборот $33,1 млрд, активы $40,3 млрд, 135 тысячи сотрудников[43]
26. China FAW Group (中国第一汽车集团公司) — производитель автомобилей и других транспортных средств; основан в 1953 году, штаб-квартира в Чанчуне; оборот $89,8 млрд, активы $66,7 млрд, 142 тысячи сотрудников[44]
27. Dongfeng Motor Corporation (东风汽车公司, Автомобильная корпорация Дунфэн) — производитель автомобилей и других транспортных средств; оборот $90,9 млрд, активы $66,4 млрд, 168 тысячи сотрудников[45]
28. China First Heavy Industries (中国一重集团有限公司, Первая китайская корпорация тяжёлой промышленности) — компания в сфере тяжёлого машиностроения, производитель оборудования для металлургической, энергетической, транспортной, оборонной и других отраслей; оборот 10,5 млрд юаней, активы 34 млрд юаней[46]
29. China National Machinery Industry Corporation (中国机械工业集团有限公司, Китайская национальная корпорация машиностроения) — компания по производству строительной и сельскохозяйственной техники, также занимается строительством инфраструктуры; одна из крупнейших китайских компаний по уровню выручки от зарубежных операций
30. Harbin Electric Corporation (哈尔滨电气集团公司, Харбинская электрическая корпорация) — производитель оборудования для электростанций; корпорация основана в 1994 году, штаб-квартира в Харбине; 15,8 тысяч сотрудников, оборот 30 млрд юаней, около 30 % выручки дают зарубежные операции[47]
31. Dongfang Electric Corporation (中国东方电气集团有限公司) — производитель оборудования для электростанций; основан в 1984 году, штаб-квартира в Чэнду; оборот $6,3 млрд, активы $13,7 млрд[48]
32. Ansteel Group (鞍钢集团公司) — сталелитейная компания; основана в 1916 году японцами, штаб-квартира в Аньшане; оборот $32,6 млрд, активы $49,5 млрд, 136 тысяч сотрудников[49]
33. China Baowu Steel Group (中国宝武钢铁集团有限公司) — вторая крупнейшая в мире сталелитейная компания; образовалась в 2016 году слиянием Baoshan Iron and Steel с Wuhan Iron and Steel, штаб-квартира в Шанхае; оборот $66,3 млрд, активы $103,7 млрд, 161 тысяча сотрудников[50]
34. Aluminum Corporation of China (中国铝业公司, Китайская корпорация алюминия) — крупнейший в КНР производитель алюминия; оборот $45,4 млрд, активы $93,4 млрд, 125 тысяч сотрудников[51]
35. China COSCO Shipping Corporation (中国远洋海运集团有限公司) — третья крупнейшая в мире судоходная компания; оборот $42,6 млрд, активы $118 млрд, 111 тысяч сотрудников[52]
36. China National Aviation Holding (中国航空集团公司, Китайский национальный авиационный холдинг) — холдинг, включающий контрольные пакеты акций крупнейшей авиакомпании КНР Air China, авиакомпании Air Macau и доли в ряде других китайских авиакомпаний; образовался в 2002 году в результате объединения Air China с China Southwest Airlines; штаб-квартира в Пекине; оборот 111 млрд юаней, активы 225 млрд юаней
37. China Eastern Air Holding Company (中国东方航空集团公司, Китайские Восточные авиалинии) — холдинговая компания для одной из трёх крупнейших авиакомпаний КНР China Eastern Airlines; штаб-квартира в Шанхае
38. China Southern Air Holding Company (中国南方航空集团公司, Китайские Южные авиалинии) — холдинговая компания для одной из трёх крупнейших авиакомпаний КНР China Southern Airlines; штаб-квартира в Гуанчжоу
39. Sinochem Group (中国中化集团公司) — многопрофильный конгломерат, основные интересы в химической промышленности (синтетический каучук, пластмассы, удобрения); основан в 1950 году как компания по внешней торговле; штаб-квартира в Пекине; оборот $89,4 млрд, активы $71,3 млрд, 66,7 тысяч сотрудников[53]
40. China National Cereals, Oils & Foodstuffs Corporation (中粮集团有限公司, Китайская национальная корпорация злаков, масел и продуктов питания) — крупнейший в Китае производитель продовольствия
41. China Minmetals Corporation (中国五矿集团公司) — китайский производитель цветных металлов
42. China General Technology Group (中国通用技术（集团）控股有限责任公司, Китайская технологическая группа) — многопрофильный конгломерат, крупнейший в КНР импортёр и экспортёр промышленного и медицинского оборудования, а также мобильных телефонов; оборот $25,8 млрд, активы $25,2 млрд, 34,8 тысячи сотрудников[54]
43. China State Construction Engineering Corporation (中国建筑工程总公司) — одна из крупнейших в мире строительных компаний; оборот $181,5 млрд, активы $273 млрд, 303 тысячи сотрудников[55]
44. China Grain Reserve Corporation (中国储备粮管理集团有限公司, Китайская корпорация зернового резерва) — корпорация по закупке и хранению государственных резервов зерновых; в 2017 году в её состав была включена корпорация резерва хлопка; активы 1,47 трлн юаней ($213 млрд)[56]
45. State Development & Investment Corporation (国家开发投资公司, Государственная корпорация развития и инвестиций) — инвестиционный холдинг, осуществляет инвестиции в промышленность (электроэнергетика, угледобыча, порты и морской транспорт); основан в 1995 году; оборот $6,2 млрд, активы 25,7 млрд, 60 тысяч сотрудников
46. China Merchants Group (招商局集团有限公司) — многопрофильный конгломерат; оборот $45,9 млрд, активы $204 млрд, 115 тысяч сотрудников[57]
47. China Resources (华润（集团）有限公司) — фармацевтическая компания; оборот $92 млрд, активы $210 млрд, 421 тысяча сотрудников[58]
48. China National Travel Service (中国旅游集团公司[香港中旅（集团）有限公司, Китайское национальное туристическое агентство) — основной структурой является компания China Travel Service (Hong Kong) Limited, основанная в 1928 году в Гонконге; организует групповые туры в КНР, имеет представительства в 14 странах
49. Commercial Aircraft Corporation of China (中国商用飞机有限责任公司, Китайская корпорация коммерческих самолётов) — авиастроительная компания, выпускающая пассажирские самолёты большой вместимости (более 150 пассажиров); штаб-квартира в Шанхае
50. China Energy Conservation and Environmental Protection Group (中国节能环保集团公司, Китайская группа энергосбережения и охраны окружающей среды) — группа занимается инвестициями в энергосберегающие технологии; основана в 1988 году, штаб-квартира в Пекине
51. China International Engineering Consulting Corporation (中国国际工程咨询公司, Китайская международная инженерно-консультационная корпорация) — осуществляет проектирование объектов инфраструктуры (газопроводов, линий электропередач и др.); штаб-квартира в Пекине[59]
52. China Chengtong Holding Group (中国诚通控股集团有限公司) — была основана в 1992 году для осуществления госзакупок материалов для промышленности, в 2005 году реорганизована как холдинговая компания для убыточных активов и миноритарных пакетов акций в составе SASAC; штаб-квартира в Пекине[60]
53. China National Coal Group (中国中煤能源集团有限公司, Китайская национальная угольная группа) — вторая крупнейшая угледобывающая компания КНР, основная дочерняя структура — China Coal Energy; основана в 1982 году; штаб-квартира в Пекине
54. China Coal Technology and Engineering Group (中国煤炭科工集团有限公司) — группа компаний, осуществляющих геологоразведку и производит оборудование для горнодобывающей отрасли; штаб-квартира в Пекине[61]
55. China Academy of Machinery Science and Technology (机械科学研究总院) — научно-производственное предприятие, основанное в 1956 году; оборот 3 млрд юаней, активы 4,7 млрд юаней[62]
56. Sinosteel Corporation (中国中钢集团公司) — производитель оборудования для горнодобывающей и металлургической промышленности, также занимается международной торговлей минеральным сырьём (железная руда, уголь, цветные металлы, нефть) и имеет собственные шахты в Австралии и ЮАР; корпорация основана в 1993 году; штаб-квартира в Пекине
57. China Iron and Steel Research Institute Group (中国钢研科技集团有限公司) — научно-производственное предприятие в сфере сталелитейной промышленности
58. China National Chemical Corporation (中国化工集团公司) — химическая компания; оборот $67,4 млрд, активы $116 млрд, 139 тысяч сотрудников[63]
59. China National Chemical Engineering Group (中国化学工程集团公司) — группа компаний по строительству объектов для химической, энергетической, транспортной и других отраслей; основана в 1984 году, штаб-квартира в Пекине[64]
60. China National Salt Industry Corporation (中国盐业总公司, Китайская национальная корпорация солевой промышленности) — крупнейшая в КНР и всей Азии и вторая крупнейшая в мире корпорация по добыче поваренной соли; уровень производства составляет 18 млн тонн в год (17 % от производимой в КНР), из них 2,25 млн тонн для пищевой отрасли; основана в 1950 году; штаб-квартира в Пекине[65]
61. China National Building Material Group (中国建材集团有限公司) — производитель стройматериалов; оборот $52,6 млрд, активы $84,6 млрд, 208 тысяч сотрудников[66]
62. China Nonferrous Metal Mining Group (中国有色矿业集团有限公司) — производитель цветных металлов; оборот $27,2 млрд, активы $19,3 млрд, 51 тысяча сотрудников[67]
63. General Research Institute for Nonferrous Metals (北京有色金属研究总院) — научно-производственное объединение в сфере цветных металлов; основано в 1952 году; 17 лабораторий и 10 предприятий, в том числе в Великобритании и Канаде, 4 тысячи сотрудников, общие активы 10 млрд юаней[68]
64. BGRIMM Technology Group — научно-производственное объединение в сфере горнодобывающей промышленности; основано в 1956 году[69]
65. China International Intellectech Corporation (中国国际技术智力合作公司) — занимается международным сотрудничеством в научной и промышленной сферах; корпорация основана в 1987 году, имеет 87 отделений в 76 странах[70]
66. China Academy of Building Research (中国建筑科学研究院) — научно-производственное объединение в сфере строительства; основано в 1953 году; 14 институтов и 77 лабораторий[71]
67. CRRC Group (中国中车集团公司) — крупнейший в мире производитель рельсового транспорта (локомотивов, железнодорожных вагонов, вагонов метро, трамваев); оборот $34,7 млрд, активы $58 млрд, 188 тысяч сотрудников[72]
68. China Railway Signal and Communication (中国铁路通信信号集团公司) — производитель сигнального оборудования для железных дорог; оборот $34,7 млрд, активы $58 млрд, 19 тысяч сотрудников[73]
69. China Railway Group — строительная компания (железные дороги, жилая и коммерческая недвижимость); оборот $111 млрд, активы $137 млрд, 282 тысячи сотрудников[74]
70. China Railway Construction Corporation (中国铁道建筑总公司, Китайская корпорация строительства железных дорог) — корпорация по прокладке железнодорожных путей; оборот $110 млрд, активы $134 млрд, 356 тысяч сотрудников[75]
71. China Communications Construction Company (中国交通建设集团有限公司) — строительная компания (дороги, порты, жилая и коммерческая недвижимость); оборот $88,1 млрд, активы $199 млрд, 179 тысяч сотрудников[76]
72. Potevio Group (中国普天信息产业集团公司) — производитель телекоммуникационного оборудования; основан в 1980 году под названием China Posts and Telecommunications Industry Corporation; занимает 5-е место среди крупнейших импортёров и экспортёров в КНР[77]
73. China Information and Communication Technologies Group Corporation (电信科学技术研究院, Китайская корпорация информационных и коммуникационных технологий) — корпорация создана 23 июля 2018 года институтом почты и коммуникаций Уханя, институтом телекоммуникационных технологий и Китайской академией телекоммуникационных технологий (включающей компанию Datang Telecom Group); занимается развитием пятого поколения мобильной связи (совместно с Qualcomm); уставной капитал 30 млрд юаней, оборот 60 млрд юаней, активы 80 млрд юаней, 38 тысяч сотрудников[78][79]
74. China National Agricultural Development Group (中国农业发展集团有限公司, Китайская национальная группа развития сельского хозяйства) — группа занимается исследованиями и консультациями в области сельского хозяйства, торговлей семенами и производством дизельного топлива; основана в 1984 году[80]
75. China Silk Corporation (中国中丝集团公司, Китайская корпорация шёлка) — корпорация, занимающаяся производством и продажей шёлка, а также нефтехимией, издательским делом и недвижимостью; основана в 1946 году; 26 дочерних структур и 2000 сотрудников[81]
76. China Forestry Group (中国林业集团公司) — группа основана в 1996 году, занимается управлением лесным хозяйством (лесонасаждение, торговля бамбуком, древесиной и другой продукцией лесничества); включает более 70 предприятий, в том числе за рубежом (в Новой Зеландии, России, Сингапуре, Бирме и других странах)[82]
77. Sinopharm Group (中国医药集团总公司) — группа компаний, занимающаяся продажей лекарств и медицинского оборудования; основана в 2003 году, штаб-квартира в Шанхае; оборот $51,9 млрд, активы $34,3 млрд, 70 тысяч сотрудников[83]
78. China Poly Group Corporation (中国保利集团公司) — многопрофильный конгломерат; основан в 1992 году; оборот $46,2 млрд, активы $158 млрд, 98 тысяч сотрудников[84]
79. China Construction Technology Consulting Corporation (中国建筑设计研究院) — компания занимается архитектурным проектированием и консультациями по вопросам строительства; основана в 1996 году, 4 тысячи сотрудников[85]
80. China Metallurgical Geology Bureau (中国冶金地质总局) — бюро занимается геологоразведкой, исследованием и производством сверхтвёрдых материалов и оборудования; основано в 1952 году, активы 7,2 млрд юаней[86]
81. China National Administration of Coal Geology (中国煤炭地质总局) — бюро занимается геологоразведкой на предмет угля и других полезных ископаемых; основано в 1953 году, 50 тысяч сотрудников[87]
82. Xinxing Cathay International Group (新兴际华集团有限公司) — многопрофильный конгломерат (производство труб и других изделий из стали, а также одежды, обуви, оборудования, управление активами); штаб-квартира в Пекине, помимо КНР работает в Замбии, Индии и других странах; старейшая составляющая группы была основана в 1911 году; акции двух основных дочерних структур котируются на Шанхайской фондовой бирже; оборот $26,2 млрд, активы $20,7 млрд, 52 тысячи сотрудников[88]
83. China TravelSky Holding Company (中国民航信息集团公司) — холдинговая компания, предоставляющая информационные услуги в сферах авиаперевозок (пассажирских и грузовых) и туризма; основана в 2000 году, деятельность осуществляет через компанию с листингом на Гонконгской и Нью-йоркской фондовых биржах TravelSky Technology Limited (в ней принадлежит 30 % акций, 40 % акций принадлежит трём крупнейшим авиакомпаниям КНР); оборот 7,47 млрд юаней, активы 22,1 млрд юаней, 7400 сотрудников[89]
84. China National Aviation Fuel Group (中国航空油料集团公司, Китайская национальная группа авиационного горючего) — группа компаний, производящих и поставляющих авиационное горючее; штаб-квартира в Пекине; оборот $42,4 млрд, активы $8,05 млрд, 13 тысяч сотрудников[90]
85. China Aviation Supplies Holding (中国航空器材集团公司, Китайский холдинг по снабжению авиации) — в холдинг входят компании, снабжающие авиакомпании комплектующими для самолётов, также осуществляют лизинг и продажу самолётов; основана в 1980 году, штаб-квартира в Пекине[91]
86. Power Construction Corporation of China (中国电力建设集团有限公司, Китайская корпорация по строительству электростанций) — строительство гидроэлектростанций и других объектов энерго- и водоснабжения; основана в 2011 году, штаб-квартира в Пекине; часть акций котируется на Шанхайской фондовой бирже (601669); оборот $61,2 млрд, активы $124 млрд, 185 тысяч сотрудников[92]
87. China Energy Engineering Corporation (中国能源建设集团有限公司) — группа компаний, занимающаяся строительством электростанций и производством оборудования для них; основана в 2011 году, штаб-квартира в Пекине, часть акций котируется на Гонконгской фондовой бирже (3996:HK); оборот $34,2 млрд, активы $57,8 млрд, 130 тысяч сотрудников[93]
88. China National Gold Group Corporation (中国黄金集团公司) — корпорация работает с драгоценными и цветными металлами (золото, серебро, медь, молибден) начиная от геологоразведки и заканчивая продажей готовых изделий; основана в 1979 году, штаб-квартира в Пекине[94]
89. China General Nuclear Power Group (中国广核集团有限公司) — группа является оператором ряда атомных электростанций (общей мощностью 7,2 ГВт), в основном в провинции Гуандун; основана в 1994 году, штаб-квартира в Пекине[95]
90. China Hualu Group (中国华录集团有限公司) — китайский производитель аудио и видео продукции; основан в 2000 году, штаб-квартира в Даляне[96]
91. Nokia Bell (上海诺基亚贝尔股份有限公司) — шанхайский филиал Nokia Bell, совместной научно-исследовательской группы Nokia и лабораторий Белла
92. Overseas Chinese Town Enterprises (华侨城集团公司) — компания в области культуры и туризма, управляет сетью парков развлечений (один из них в Анкаре (Турция), остальные в КНР) и гостиниц; основана в 1985 году, штаб-квартира в Шэньчжэни; оборот 50,7 млрд юаней, активы 137 млрд юаней
93. Nam Kwong Group (南光（集团）有限公司[中国南光集团有限公司]) — многопрофильная группа, базирующаяся в Макао; занимается торговлей потребительскими товарами, управлением отелями, недвижимостью, импортом газа, нефти и нефтепродуктов; основана в 1949 году для создания торговых связей между КНР и Макао[97]
94. China XD Group (中国西电集团公司) — компания по производству высоковольтного оборудования для линий электропередач и электростанций; основана в 1959 году, 18 тысяч сотрудников[98]
95. China Railway Materials (中国铁路物资（集团）总公司) — железнодорожная логистическая компания, образована в 1990 году из подразделения Народной освободительной армии; штаб-квартира в Пекине[99]
96. China Reform Holdings (中国国新控股有限责任公司) — инвестиционный холдинг, осуществляет управление фондами, управление активами, предоставляет финансовые услуги; основан в 2010 году, штаб-квартира в Пекине[100]
97. China Logistics Group — логистическая группа, основанная в декабре 2021 года путём слияния пяти государственных компаний.